# آبازی (پول)

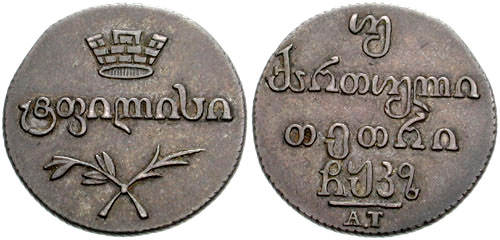
آبازی ضرب تفلیس در ۱۸۲۷

آبازی (گرجی: აბაზი) یک سکه نقره رایج گرجستان بود که نامش را از عباسی ایران گرفته‌است. این سکه از اوایل سده ۱۷ تا اوایل سده ۱۹ استفاده می‌شد.

## Bibliography
- Mikaberidze, Alexander (2015). Historical Dictionary of Georgia (2 ed.). Rowman & Littlefield. ISBN 978-1-4422-4146-6.